# Elecciones generales de Bolivia de 1951
La elección presidencial de 1951 se realizó el 6 de mayo de 1951. Los cómputos del gobierno, que reflejaban los datos de los principales centros urbanos, le otorgaban una amplia mayoría a Víctor Paz Estenssoro, por lo que el Gobierno detuvo la publicación del cómputo de las provincias y cantones, ante el temor de que su victoria fuese mayor. Se realizó un golpe de Estado el 16 de mayo de 1951 para evitar un gobierno del MNR, pero este igualmente llegaría al poder por medio de la Revolución Boliviana al año siguiente. Estas fueron las últimas elecciones por votación indirecta.

## Resultados

### Presidente
| Candidato                          | Candidato                          | Partido                                    | Votos   | %    |
| ---------------------------------- | ---------------------------------- | ------------------------------------------ | ------- | ---- |
|                                    | Víctor Paz Estenssoro              | Movimiento Nacionalista Revolucionario     | 54 129  | 42,9 |
|                                    | Gabriel Gosálvez Tejada            | Partido de la Unión Republicana Socialista | 40 381  | 32,0 |
|                                    | Bernardino Bilbao Rioja            | Falange Socialista Boliviana               | 13 259  | 10,5 |
|                                    | Guillermo Gutiérrez Vea Murguía    | Acción Cívica Boliviana                    | 6654    | 5,3  |
|                                    | Tomás Manuel Elío                  | Partido Liberal                            | 6530    | 5,2  |
|                                    | José Antonio Arze                  | Partido de la Izquierda Revolucionaria     | 5170    | 4,1  |
| Total de votos emitidos            | Total de votos emitidos            | Total de votos emitidos                    | 126 123 | 100  |
| Votantes inscritos / participación | Votantes inscritos / participación | Votantes inscritos / participación         | 204 649 | –    |
| Fuente: OEP.                       |                                    |                                            |         |      |

### Vicepresidente
| Candidato                          | Candidato                          | Partido                                | Votos   | %    |
| ---------------------------------- | ---------------------------------- | -------------------------------------- | ------- | ---- |
|                                    | Hernán Siles Zuazo                 | Movimiento Nacionalista Revolucionario | 52 602  | 43,2 |
|                                    | Roberto Arce                       | Partido Social Demócrata               | 38 202  | 31,4 |
|                                    | Alfredo Flores Suárez Arana        | Falange Socialista Boliviana           | 12 397  | 10,2 |
|                                    | Julio Salmón                       | Acción Cívica Boliviana                | 6778    | 5,6  |
|                                    | Bailón Mercado                     | Partido Liberal                        | 6558    | 5,4  |
|                                    | Abelardo Villalpando Retamozo      | Partido de la Izquierda Revolucionaria | 5093    | 4,2  |
| Total de votos emitidos            | Total de votos emitidos            | Total de votos emitidos                | 121 630 | 100  |
| Votantes inscritos / participación | Votantes inscritos / participación | Votantes inscritos / participación     | 204 649 | –    |
| Fuente: OEP.                       |                                    |                                        |         |      |